# Ponte Governador Nobre de Carvalho
A Ponte Governador Nobre de Carvalho (em chinês:  嘉樂庇總督大橋), também designada Ponte Macau-Taipa (em chinês:  澳氹大橋), é uma ponte rodoviária que liga a Península de Macau à Ilha da Taipa. A ponte foi construída durante o tempo da administração portuguesa, e foi a primeira ligação fixa entre a península e as ilhas de Taipa e Coloane. A população de Macau designa-a ponte velha (em chinês:  舊大橋). 

## História
A construção da ponte teve início em Junho de 1970 e aberta à circulação em Outubro de 1974. O nome da ponte homenageia José Manuel de Sousa e Faro Nobre de Carvalho, o 121.º governador de Macau, o que incluiu a época de construção. A forma da ponte evoca um dragão com a cabeça no Hotel Lisboa Macau e a cauda na Ilha de Taipa Pequena.

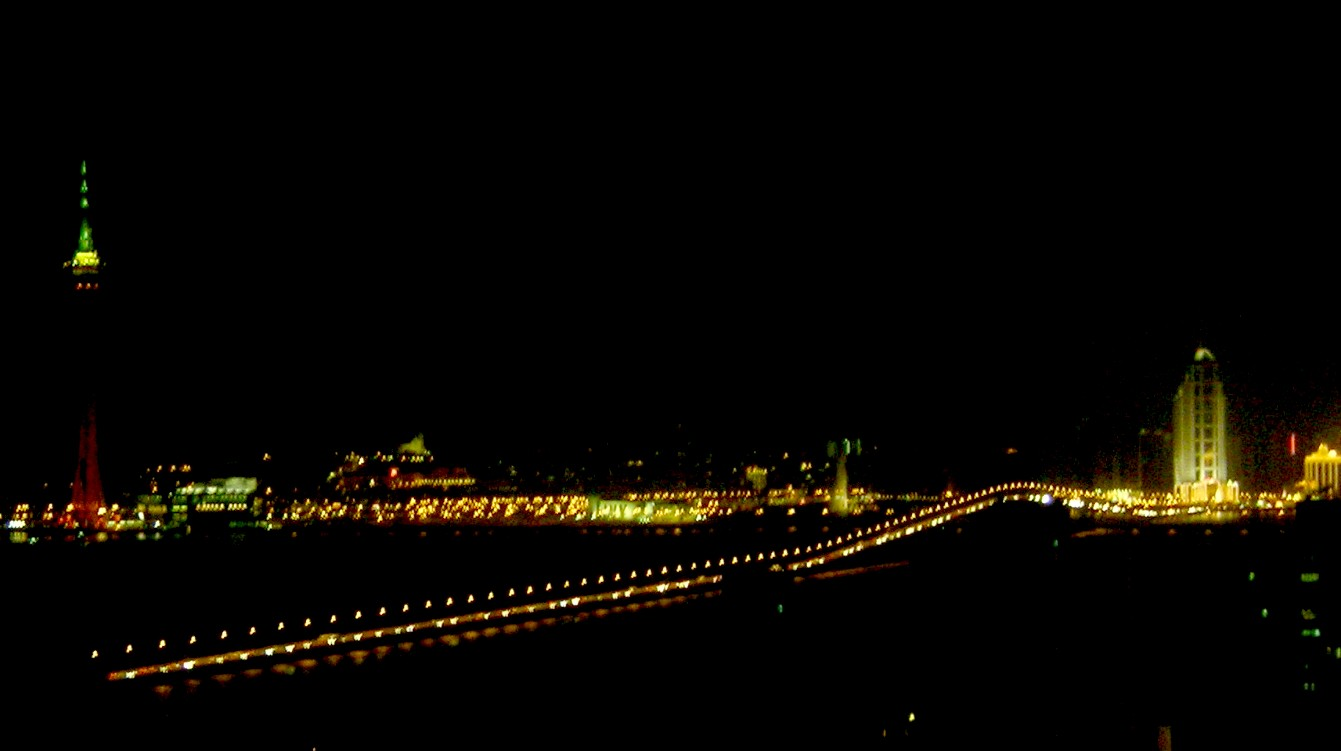
Iluminação noturna da ponte

O comprimento total da ponte é de cerca de 2 570 metros, sendo à época considerada a ponte contínua mais longa do mundo. O ponto mais elevado do tabuleiro atinge 35 m acima do nível do mar, permitindo a passagem de navios.
Entre 1974 e 1981, existiu uma portagem do lado da ilha da Taipa, mas foi abolida de acordo com o Decreto-Lei n.º 43/81/M.

## Actualidade
Com o desenvolvimento de Macau e o limite de velocidade, a Ponte de Nobre Carvalho sofreu com uma grande pressão de trânsito. Por este motivo, foram construídas a Ponte da Amizade e a Ponte de Sai Van, respectivamente, em 1994 e 2004. 
Além disso, a partir de 8 de Abril de 2005, a Ponte de Nobre Carvalho esteve fechada à circulação por meio ano, para realizar as obras de reparação. Posteriormente, foi reaberta apenas ao tráfego de transportes públicos e veículos especiais, sendo o restante trânsito desviado para a ponte da Amizade e a nova ponte de Sai Van.